# Botafogo Futebol Clube (Ribeirão Preto)
Botafogo Futebol Clube, mais conhecido como Botafogo de Ribeirão Preto, ou simplesmente Botafogo-SP, é um clube de futebol da cidade de Ribeirão Preto, interior do estado de São Paulo, fundado em 12 de outubro de 1918. Tem como cores o vermelho, preto e branco. Tradicional clube do futebol paulista, o Botafogo já conquistou um vice-campeonato estadual da primeira divisão, em 2001, além de ter um título de campeão nacional, no Campeonato Brasileiro Série D, em 2015, destaque entre as suas outras conquistas. O clube manda os seus jogos no Estádio Santa Cruz, com capacidade para 28.292 torcedores.

## História
No começo do século XX, a cidade de Ribeirão Preto tinha disputas bastante acirradas entre clubes de futebol. Cada bairro era representado por ao menos um clube. Na Vila Tibério, eram três: União Paulistano, Tiberense e Ideal Futebol Clube. Por conta disso, o bairro nunca conseguia alcançar bons resultados nos campeonatos disputados na cidade. Em 1918, representantes do Ideal, através de reuniões realizadas num local onde hoje encontra-se o "Bar Piranha", propuseram uma fusão dos clubes do bairro. Além dos integrantes das diretorias dos três clubes, participaram também funcionários da antiga Estrada de Ferro Mogiana e da Companhia Antarctica Paulista.
Houve um consenso com relação à formação de uma nova agremiação que iria representar o bairro, mas na hora da escolha do nome não se chegava a uma conclusão. Diz a lenda, que após acaloradas discussões, um dos membros teria dito: "Ou vocês definem logo o nome ou então 'bota fogo' em tudo e acabem com essa história..." Segundo histórias, teria sido essa frase que acendeu a ideia de todos e o nome do clube teve uma definição inesperada. A ameaça incendiária do dirigente acabou ajudando na escolha do nome. A proposta foi aceita e, em 1918, surgiu o Botafogo Futebol Clube. Alguns fatos contribuíram diretamente para a escolha do nome. A atual rua Saldanha Marinho, chamava se "Botafogo" por ser um lugar onde eram queimados os lixos da cidade e ficava próximo à Companhia Antárctica Paulista. Outro fato é que a expressão "bota fogo" foi muito usada pelos funcionários da Estrada de Ferro Mogiana.
A estreia do Botafogo aconteceu em Franca, contra o Esporte Clube Fulgêncio, um time local já extinto. A partida terminou 1–0 em favor do time de Ribeirão Preto. Nesse dia, os moradores de Vila Tibério saíram às ruas, para comemorar a vitória junto com os seus jogadores, fazendo com que a diretoria, comandada pôr Gagliano, composta pôr Domingos Borges, pela Família Trigo, pôr Francisco Oranges e pelos Irmãos Aguiar, encontrasse forças para realizar um trabalho cada vez maior, dando origem à grandeza que hoje é o Botafogo Futebol Clube. O dia da primeira partida coincidia com o dia da fundação do clube (12 de outubro de 1918), data que comemora o feriado nacional de Nossa Senhora da Aparecida, padroeira do Botafogo.
O primeiro título do Botafogo foi de Campeão do Interior, em 1927, suplantando ao grande rival, o Comercial F.C., que também tentava tal triunfo, com o qual disputa o clássico Come-Fogo, um dos mais tradicionais do interior do estado. Naquele ano, dividiram a presidência do Botafogo, Augusto Silva e Adriano dos Santos, sendo a equipe de futebol, capitaneada pôr Maximo Trujillo, conhecido como "Carrapato", que terminou seus dias como funcionário do clube, trabalhando de copeiro na sede administrativa do tricolor.

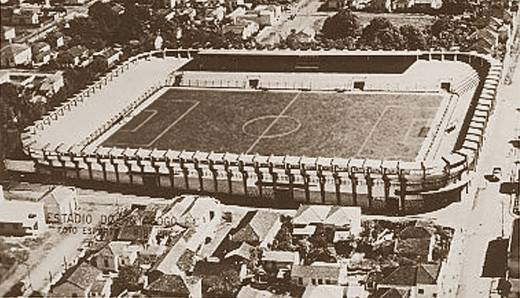
Estádio Luís Pereira (Antigo Estádio do Botafogo FC)

Em 1956, o clube foi o campeão do Centenário de Ribeirão Preto, vencendo o Comercial na final por 4–2. O Botafogo recebeu ainda a Taça dos Invictos, após ficar 19 partidas sem perder. No mesmo ano, o time também foi campeão da Segunda Divisão do Campeonato Paulista.
Em 1962, o clube fez uma excursão pela Argentina, onde conquistou nove vitórias, três empates e duas derrotas. Entre elas, uma vitória sobre o Estudiantes por 5–2. Depois dessa viagem, o clube passou a ser conhecido como "Pantera da América".
No ano de 1977, o Botafogo foi campeão da Taça Cidade de São Paulo (Primeiro turno do Campeonato Paulista), fazendo a final com o São Paulo num jogo que chegou à prorrogação. O jogo terminou em 0–0, dando o título ao Botafogo por ter feito melhor campanha.
Na década de 1990, o clube obteve dois vice-campeonatos nacionais: da Série C, em 1996, e da Série B, em 1998. No ano seguinte, o Botafogo foi rebaixado e, em 2000, disputou a Copa João Havelange no Módulo Amarelo (equivalente à Série B).
Em 2001, o Botafogo foi vice-campeão paulista, um feito extraordinário para um clube do interior que disputa um dos campeonatos regionais mais competitivos no mundo do futebol.
Após este feito, o Botafogo passou por um período conturbado e de sucessivos rebaixamentos nacionais e estaduais, principalmente devido à má administração do ex-presidente Walcris da Silva.
O Botafogo rebaixou para a Série B em 2001 e no ano seguinte, acabou rebaixando para Série C.
Em 2003, o Botafogo foi eliminado na primeira fase da Série C e rebaixou para a Série A2 do estadual
A partir de 2004, o Botafogo já não possuía calendário nacional e no ano 2005 ocorreu o episódio mais triste de sua história, com o rebaixamento para a Série A3 devido à escalação de um jogador irregular. Este mesmo ano selou o fim da gestão de Walcris da Silva como presidente do Botafogo (2002-2005), a qual ficou marcada por 3 rebaixamentos e vexames sucessivos dentro e fora de campo, tal qual o erro no registro de um jogador que culminou no rebaixamento para a Série A3.
O ano de 2006 marcou a ressurreição do Botafogo, sendo guiado pelo presidente Luis Pereira. O time foi campeão com facilidade da Série A3, tendo feito uma das melhores campanhas da história desta divisão.
No ano seguinte, de volta à Série A2, o Botafogo ficou muito próximo do acesso ao Paulistão.

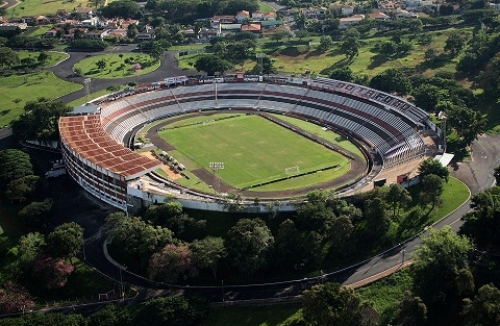
Estádio Santa Cruz

Em 2008, a redenção do trabalho iniciado com o presidente Luis Pereira veio e o clube retornou à elite do futebol paulista e desde estão não foi mais rebaixado.
Nas participações do Botafogo no Paulistão entre 2009 e 2015, destacam-se o título de Campeão do Interior em 2010, vencendo o São Caetano na final por 1–0, e as boas campanhas de 2013, 2014, 2015, 2018, 2020, 2022 e 2023 quando o Botafogo chegou às quartas-de-final.
Porém, vale destacar a campanha milagrosa no ano de 2012, quando Botafogo venceu apenas 3 partidas nas 16 primeiras rodadas e precisava, além de vencer as 3 partidas que restavam, de uma série de combinações de resultados dos adversários. A antepenúltima e a penúltima partidas eram fora de casa contra, respectivamente, Linense e Catanduvense. O Botafogo venceu o Linense por 3–1 e, na sequência, venceu o Catanduvense por 4–2, reacendendo as esperanças da torcida, que lotou o estádio Santa Cruz na partida derradeira contra o Guarani, até então 2º colocado da competição. E o milagre aconteceu! Mesmo com um jogador a menos desde o final do primeiro tempo e com pressão constante do adversário, o Botafogo obteve a vitória por 2–1, sendo o gol salvador marcado pelo atacante reserva Clebinho, aos 43 minutos do 2º tempo. Após o apito final, a comoção tomou conta do estádio, diversos torcedores invadiram o campo e atravessaram de joelhos o gramado do Estádio Santa Cruz, único palco da cidade a sempre receber os grandes times e craques.
Graças às boas campanhas no Paulistão, o Botafogo obteve o direito de disputar o Campeonato Brasileiro Série D nos anos de 2010, 2013 e 2015.
Nas duas primeiras participações na Série D, o Pantera acabou eliminado na primeira fase.
Mas em 2015, após um início de campeonato complicado somando apenas 2 pontos em 3 jogos, o Botafogo mais uma vez mostrou seu poder de superação e sagrou-se campeão do Campeonato Brasileiro Série D, deixando pelo caminho equipes como São Caetano ( nas quartas-de-final, quando obteve acesso à Série C) e Clube do Remo, além de derrotar na final o River do Piauí em dois jogos intensos.
Em 2014 e 2015, o Botafogo teve como fornecedora de material esportivo a consagrada empresa alemã Adidas. Em 2017, começa a parceria com a Numer, nova fornecedora de materiais esportivos do Orgulho de Ribeirão.
Em 2018, conquista o acesso a série B do Campeonato Brasileiro terminando em 9º colocado com 50 pontos no ano de 2019. Já em 2020 o clube acaba tendo um aproveitamento péssimo terminando com a penúltima colocação com 34 pontos somente.
Em uma grande campanha no ano de 2022 o Botafogo consegue o acesso para a Série B de 2023 vencendo o Volta Redonda por 2 a 1 fora de casa.

## Fatos históricos
- A média de jogadores revelados pelo Botafogo que atuaram pela Seleção Brasileira é superior a muitos clubes grandes, como o Atlético-MG. Ao todo foram sete convocações: Tim (1938), Baldochi (1970), Sócrates (1982-1986), Raí (1994), Cicinho (2006) e Doni (2010).

Jogadores revelados no clube que atuaram pela Seleção Brasileira de Futebol
- Paulo Egídio
- Zé Mario
- Baldocchi (tricampeão Mundial em 1970)
- Geraldo Manteiga
- Sócrates
- Marco Antônio Boiadeiro
- Eurico
- Raí (tetra-campeão Mundial 1994)
- Doni
- Cicinho
- Diego Alves
- Bordon
- Lucas
- Tim
- Cochabamba

Jogadores de seleções que defenderam as cores do clube
- Raimundo Aguilera
- Mário Sérgio
- César Maluco
- Palhinha
- Pablo Escobar
- Fábio Oliveira
- Nélio
- Biro-Biro
- Edevaldo
- Edson Abobrão
- Mauricinho
- Paulo César Camassuti
- Chicão
- André Neles
- Veiga
- Ivan
- Dario Alegria
- Sérgio Guedes
- Polozzi
- Peu
- Tony Menezes
- Fabio de Los Santos
- Zé Luiz
- Alessandro
- Jeferson
- André Santos

- O Botafogo Futebol Clube é um dos poucos clubes de que já venceram o tradicional Boca Juniors na Argentina. Em 11 de Julho de 1971, o clube ribeirão-pretano venceu o time portenho por 5–3. Paulinho, Marco Antônio, Ferreira (duas vezes) e Rubén Suñé (contra) marcaram os gols do Tricolor, e Raúl Savoy e Hugo Curioni, os do Boca. As duas equipes já haviam se enfrentado anteriormente, em La Bombonera, em 1962, quando os anfitriões venceram por 2–1.
- O jogador Sócrates, falecido em 4 de dezembro de 2011, ídolo do Botafogo, foi eleito em 1983 o melhor jogador sul-americano do ano e incluído pela FIFA, em 2004, na lista dos 125 melhores jogadores vivos da história. Era também considerado pela mídia especializada (CNN, World Soccer e Placar) como um dos grandes jogadores de todos os tempos.
- Os Jogadores Raí, Zé Mario e recentemente o goleiro Diego Alves, foram convocados para a Seleção Brasileira de futebol ainda jogando pelo Botafogo, sendo que Diego Alves teve sua primeira convocação aos 18 anos em 2005 ainda na base do Botafogo. Zé Mário foi o primeiro jogador de um clube no interior do Brasil a ser convocado para a Seleção Brasileira de Futebol. Em exames de rotina os médicos à serviço da Seleção brasileira, descobriram que estava doente (Leucemia). Em 8 de Junho de 1977 atuou no amistoso Brasil e Inglaterra no Maracanã e contra a Seleção Paulista no dia 12 de Junho. Pouco tempo depois veio a falecer. A imprensa paulista e torcedores do clube, consideravam Zé Mário o craque daquele Botafogo de 1977, que "encheu os olhos" de Osvaldo Brandão com seus belos gols, na época treinador da Seleção Brasileira. Certamente jogaria a Copa de 1978 na Argentina se não fosse esta fatalidade.
- Em 1962, o jogo Botafogo e Boca Juniores, na Argentina, foi transmitido ao vivo pela rádio Bandeirantes de São Paulo. A rádio Bandeirantes naquele tempo era um dos principais meios de comunicação no Brasil. Na chegada dos jogadores ao Brasil, o Botafogo recebeu o apelido de "pantera das Américas" pelo jornal "A Gazeta Esportiva", pela excelente campanha realizada em gramados argentinos. Ao todo foram 14 jogos com 9 vitórias, 3 empates e apenas 2 derrotas.

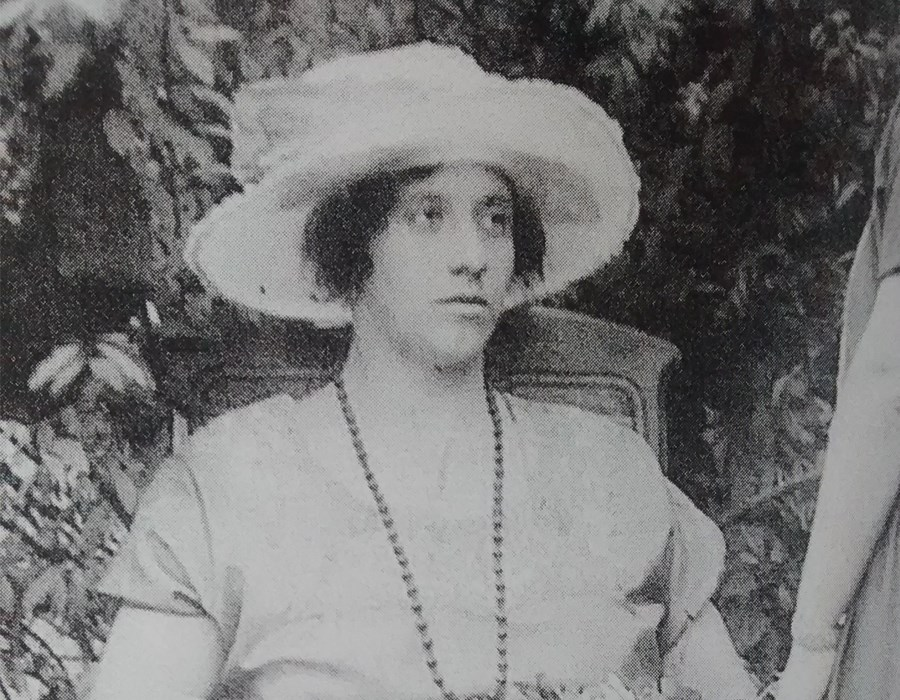
Manoela Trigo, fundadora da primeira torcida feminina do Botafogo

- O Botafogo tem a maior torcida da sua região com cerca de três milhões de habitantes, e detém 68% dela comprovadamente (pesquisa realizada pela Brunoro Sports em 1998). Tem o maior estádio particular do interior do Brasil, o Estádio Santa Cruz, sendo o trigésimo sexto do Brasil, com uma capacidade de 29.292 torcedores, atualmente.
- O clube serviu de inspiração para a fundação do Botafogo de Cordinhã (Cantanhede), em Portugal no ano de 1971. Além do nome homônimo, o clube Português possui o escudo idêntico ao Botafogo de Ribeirão Preto. Outro clube inspirado no Botafogo é o Clube Atlético Paulistinha de São Carlos.
- Em 1923, o Botafogo teve sua primeira torcida feminina, criada por Manoela Trigo, torcedora fanática do clube. E, segundo relatos, presidiu o clube em um momento de dificuldades, quando muitos acreditavam que a agremiação fosse desaparecer.

## Ídolos

### Carrapato – O primeiro ídolo
Nascido em 3 de outubro de 1903, Máximo Tarujillo, ou simplesmente Carrapato, como era chamado pelos companheiros, se destacou nos primeiros anos de vida do Botafogo. Foi um dos maiores "center-alfos" (zagueiros) do Botafogo e fez parte do time que conquistou o primeiro título importante para o clube da Vila Tibério, que foi campeão do interior em 1927.

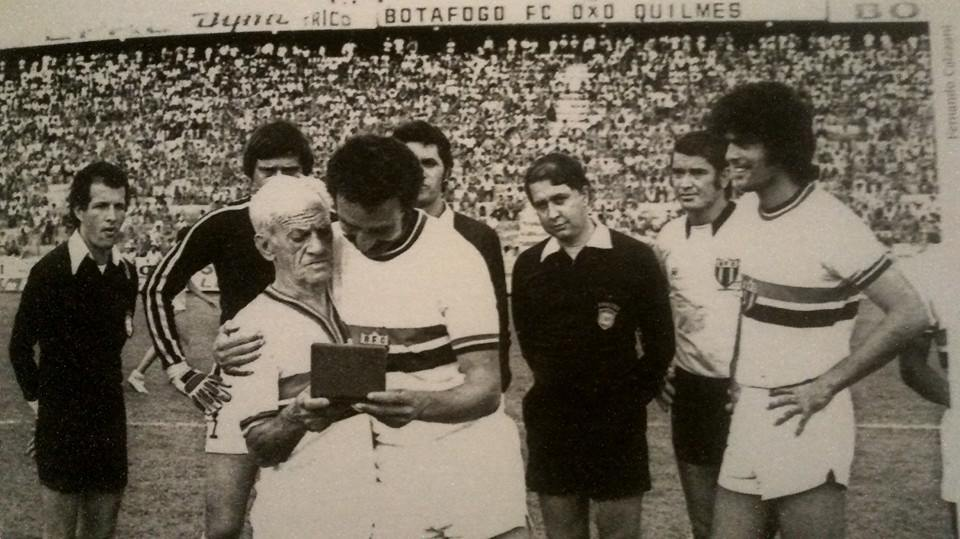
Homenagem a "Carrapato", primeiro ídolo botafoguense.

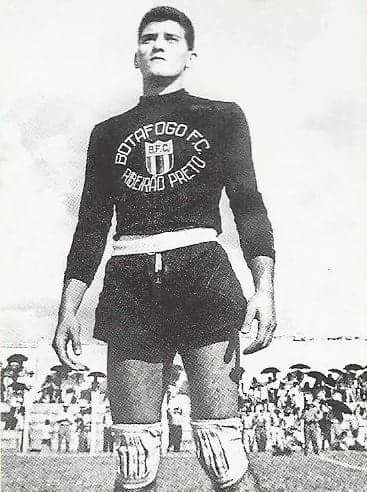
Machado, goleiro que mais vestiu a camisa do Botafogo F.C.

Formou um dos primeiros grandes esquadrões do tricolor a lado de João Velho, Iracino, Zé de Paula, Perico, Alfredo, Corne, João Colete, Palito, Pequitote e Cobra.
Morreu em 28 de junho de 1979 dedicando os seus últimos anos de vida ao Botafogo.

### Galdino Machado – O goleiro que mais vestiu o manto tricolor
Nascido em 4 de novembro de 1934 em São Paulo, Galdino Machado chegou ao clube no final de 1954 e se tornou o goleiro que vestiu a camisa do Botafogo por mais tempo. O jovem de 20 anos, conhecido por Dino ou Bodão, foi descoberto por Lepera que decidiu encaminhá-lo ao Botafogo onde, tempos depois, se tornou um dos maiores ídolos do Tricolor de todos os tempos.
No total, entre jogos oficiais e amistosos no período de 1955 a 1966, o goleiro entrou em campo pelo Botafogo 252 vezes. Com 103 vitórias, 56 empates e 93 derrotas.

### Zé Mário – O craque de 77
José Mário Donizetti Baroni, mais conhecido como Zé Mário[1](Ribeirão Preto, 5 de janeiro de 1957- 11 de fevereiro de 1978). Foi um futebolista brasileiro que atuava como ponta-direita. Defendeu as cores do seu clube de coração, o Botafogo de Ribeirão Preto e a Seleção Brasileira de futebol. Fez parte do elenco botafoguense que conquistou a Taça Cidade de São Paulo em 1977. Morreu precocemente, aos 21 anos de idade, vitima de leucemia.
Foi um dos mais promissores pontas do futebol brasileiro, sendo lembrado por Osvaldo Brandão, técnico daSeleção Brasileira. Zé Mário jogou ao lado de Sócrates, Geraldão, João Carlos Motoca e Lorico. Foi considerado por muitos jornalistas esportivos a revelação do ano de 1977.
Zé Mário foi o primeiro jogador na história do futebol brasileiro, a ser convocado para a Seleção Brasileira atuando por um clube do interior. Justamente num momento de euforia, não só para o jogador, mas para toda a coletividade botafoguense, o médico da Seleção Brasileira Lídio Toledo, em exames de rotina, descobriu a grave doença do jogador.
Zé Mário em 1977, defendeu o Brasil em duas oportunidades. Contra a Inglaterra e Seleção Paulista, ambos no Maracanã, [2][1]logo após precisou ser afastado para tratamento, mas não foi possível se recuperar.

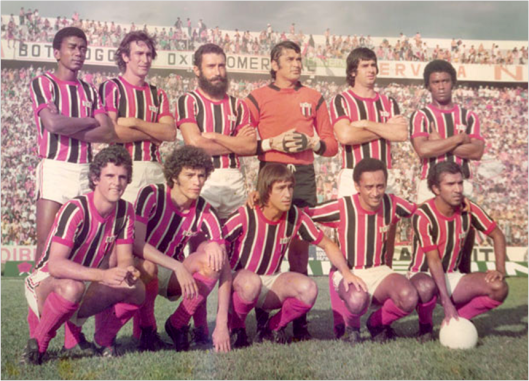
Botafogo F.C. 1977 (Campeão da Taça Cidade de São Paulo).

### Sócrates – O Doutor
Apesar de nascido em Belém, foi no Botafogo de Ribeirão Preto que o ex-meia da Seleção Brasileira e do Corinthians, iniciou a carreira. Sócrates começou no Bota em 1974 e fez sucesso na equipe principal ao lado do ponta-direita Zé Mário e do então o artilheiro Geraldão. Depois da boa temporada com o Pantera em 1977, o "doutor" – já que ele conciliava treinos com a faculdade de medicina - transferiu-se para o Corinthians.
No timão fez a diferença principalmente nas finais dos paulistas de 82 e 83, quando o time da "Democracia Corintiana" derrotou o São Paulo, em pleno estádio do Morumbi. Já pela seleção brasileira, Sócrates disputou dois mundiais (1982 e 1986) sendo 63 jogos (41 vitórias, 17 empates, 5 derrotas) e 24 gols marcados. Antes de encerrar a carreira, teve passagem discreta pela Fiorentina, da Itália, de 1984 a 1986, e jogou no Flamengo e Santos.

### Manoel
Nascido em Januária, em 7 de janeiro de 1945, o mineiro Manoel Oliveira Costa soube representar como poucos a mística da camisa botafoguense. Foram 13 anos de dedicação ao Botafogo, 10 anos jogando e mais três como preparador físico. Nos 10 anos como jogador, Manoel atuou praticamente em todas as posições da defesa. Foi lateral direito e esquerdo, quarto-zagueiro e zagueiro-central. Com estas virtudes, ele era um xodó da torcida e ajudou o Botafogo a conquistar o título de Campeão da Taça Cidade de São Paulo, em 1977.
Em 1983 Manoel deixou o clube, com tristeza, mas jamais saiu de dentro do coração dos botafoguenses.

### Raí
Irmão de Sócrates, o meio-campista Raí iniciou a carreira no Botafogo com apenas 15 anos. Talentoso desde cedo, chegou a ser emprestado para a Ponte Preta, no Campeonato Brasileiro de 1986, antes de despertar o interesse do São Paulo, em 1987. No Tricolor, virou ídolo, principalmente após a chegada de Telê Santana. Além de ser campeão Brasileiro, o São Paulo de Raí, conquistou a Libertadores de 1992 e 93 e o Mundial Interclubes de 92. O meia jogou também no Paris Saint-Germain.

### César Gaúcho – O Capitão do título nacional
Um dos ídolos mais recentes do tricolor paulista é o volante César Gaúcho, ex-jogador do Botafogo. Nascido em Porto Alegre, no dia 28 de junho de 1978, César vestiu a camisa do Botafogo por quatro temporadas, marcando quatro gols, sendo um deles o que praticamente decidiu o acesso do Botafogo para a Série C do Campeonato Brasileiro de 2016. Além do acesso, também conquistou o título de campeão da Série D de 2015, o primeiro título nacional do Fogão. Atualmente joga no Prudentópolis.

## Torcidas organizadas
- Força Jovem Tricolor. Fundada em 1974 no subsolo da Imobiliária Benedini Imóveis na Rua Álvares Cabral, por um grupo de amigos adolescentes apaixonados pelo Botafogo F.C. A torcida se destacava pelos grandes bandeirões fixados em bambu de 4 metros ou tubos de PVC de 3 metros. Abriu o carnaval de rua de Ribeirão Preto como bloco carnavalesco em 1978. Acompanhava o Time em todos os jogos e esteve presente nos estádios até 1982. Principais líderes e membros: Joaquim Mário, Marcelo Henrique, Roosevelt Abbad, Jefferson Miguel, Celso Rocha, Aquaro.
- A torcida organizada, A.R.C.T.O Fiel Força Tricolor, fundada em 1992, possui um dos maiores bandeirões do Brasil, oitavo maior do mundo, medindo 135x33 metros, sendo 90% pintado. É considerada a maior torcida organizada de Ribeirão Preto e do Interior do Estado de São Paulo. Em 2008, a FFT desfilou no carnaval de Ribeirão Preto como bloco, celebrando os 90 anos de fundação do Botafogo. O atual presidente da torcida é o Leonardo Gomes.
- A.R.E.S.C. Torcida Os Dragões Botafogo fundada em 1973, foi a principal torcida na década de 1970, retornando as arquibancadas do Santa Cruz em 2016 na estreia da Série C contra o Mogi Mirim.
- Em 2011, surgiu a já extinta Torcida Kamikaze Tricolor, fundada por ex-integrantes da Fiel Força Tricolor. A estreia da torcida foi na partida de estreia do Campeonato Paulista contra o Palmeiras no Pacaembu.
- Movimento Popular Botafoguense - Somos o Botafogo 1918, fundada no final de 2018, fez sua estreia no Paulistão de 2019, é composta por ex-integrantes da Fiel Força Tricolor e Torcida Kamikaze. O ideal da torcida é o apoio incondicional ao Botafogo Futebol Clube, e com isso vem conquistando seu espaço e respeito entre os torcedores do Botafogo. No Paulistão 2019 esteve presente em 100% dos jogos do BFC, tanto em casa como fora. A Diretoria atual é composta por: Gustavo Andrade (Presidente), Victor Hugo Fernandes (Vice-Presidente), Yuri Fonseca (Diretor de material).

## Mascote
A pantera tem como características principais a força e a flexibilidade no mundo animal. Dentro dos gramados, o Botafogo ganhou o apelido de "Pantera da Mogiana" pelas vitórias obtidas contra as equipes pertencentes a esta região do Estado de São Paulo.
A conquista do título inédito de Campeão do Interior, em 1927, fez do Botafogo uma equipe temível, exatamente como uma pantera.

## Estádio
O Botafogo é proprietário do Estádio  Santa Cruz, para cerca de 29.000 espectadores.

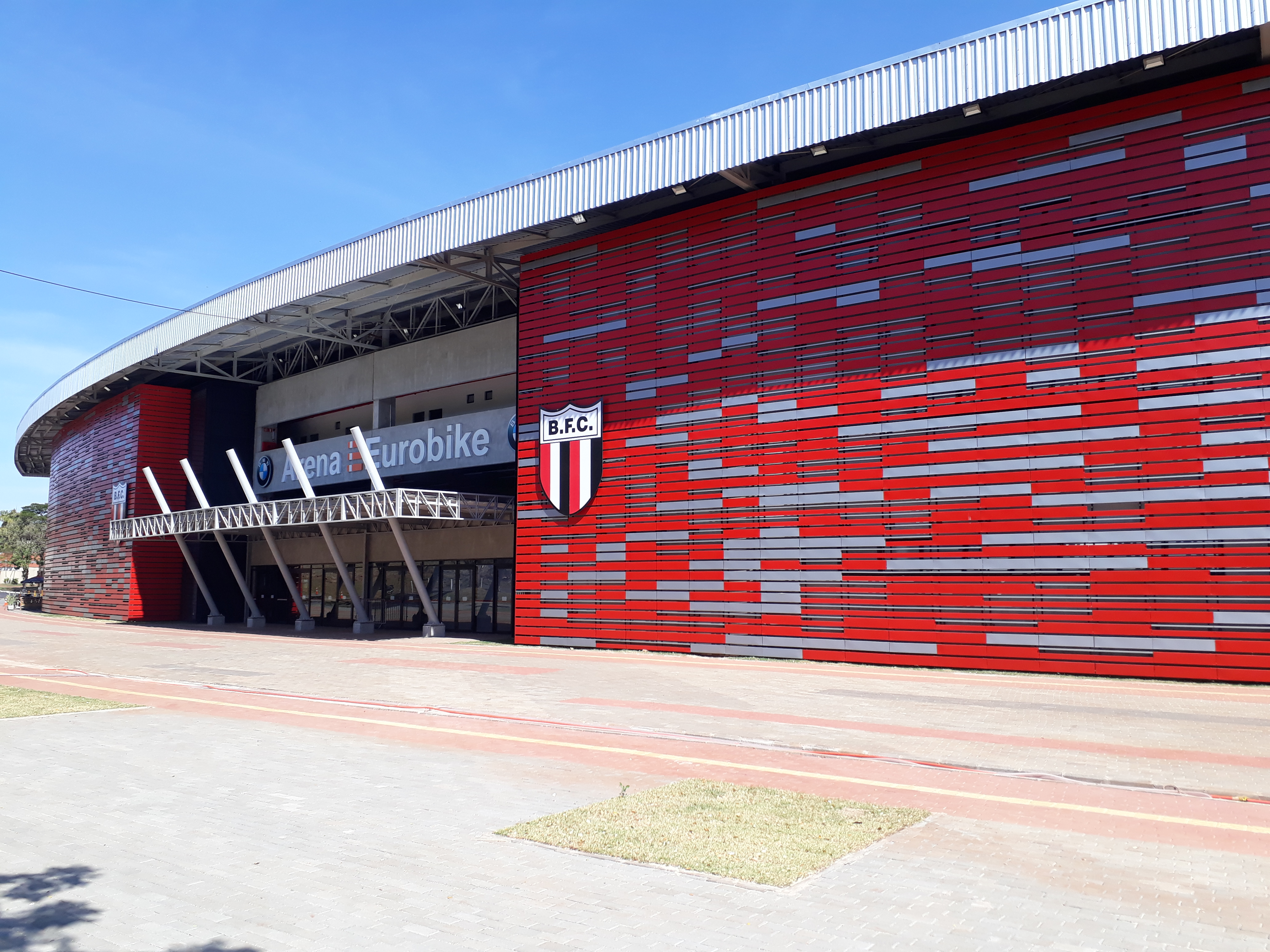
Arena Nicnet, novo setor do Estádio Santa Cruz

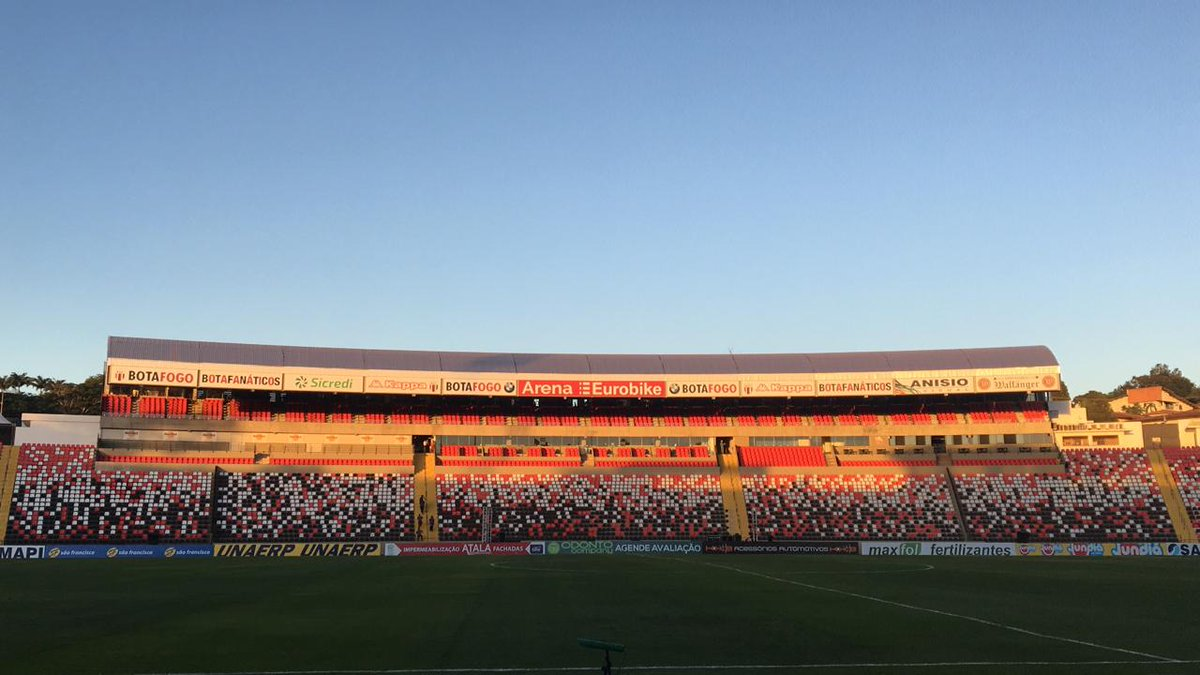
Arena Nicnet, casa do tricolor

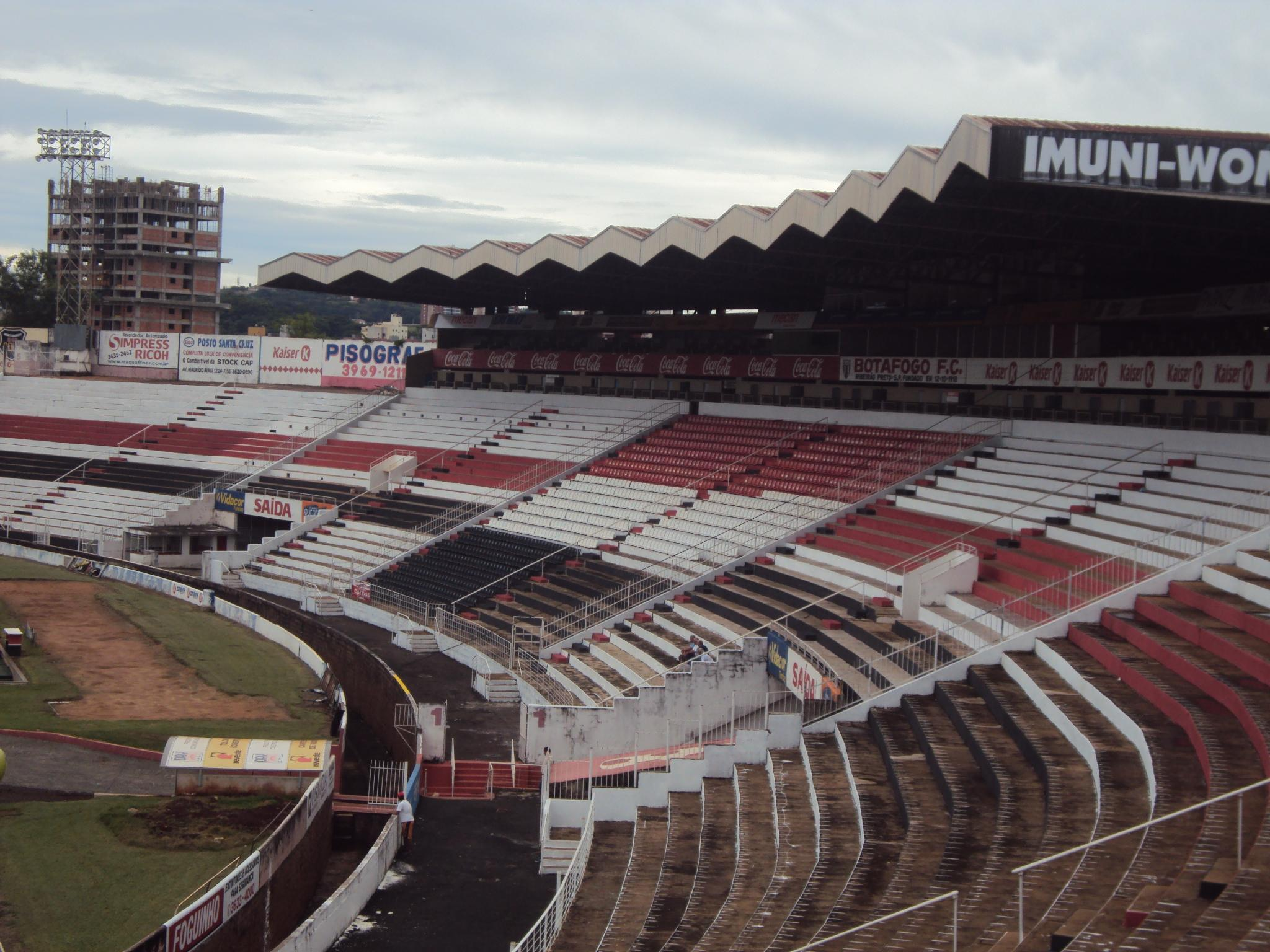
Setor das Cadeiras Cativa do Estádio Santa Cruz

## Títulos
| HONORÁRIOS | HONORÁRIOS                      | HONORÁRIOS | HONORÁRIOS  |
|            | Competição                      | Títulos    | Temporadas  |
| ---------- | ------------------------------- | ---------- | ----------- |
|            | Taça dos Invictos               | 1          | 1956        |
| NACIONAIS  |                                 |            |             |
|            | Competição                      | Títulos    | Temporadas  |
|            | Campeonato Brasileiro - Série D | 1          | 2015        |
| ESTADUAIS  |                                 |            |             |
|            | Competição                      | Títulos    | Temporadas  |
|            | Campeonato Paulista - Série A2  | 2          | 1927 e 1956 |
|            | Campeonato Paulista - Série A3  | 1          | 2006        |
|            | Troféu do Interior Paulista     | 1          | 2010        |
|            | Taça Cidade de São Paulo        | 1          | 1977        |
|            | Torneio Início Paulista         | 1          | 1957        |
|            | Torneio Vicente Feola           | 1          | 1976        |
| MUNICIPAIS |                                 |            |             |
|            | Competição                      | Títulos    | Temporada   |
|            | Taça Sudan                      | 1          | 1933        |
|            | Taça Ribanco                    | 1          | 1969        |
|            | Taça Ribeirão Preto             | 1          | 1974        |
|            | Taça Centenária Ribeirão Preto  | 1          | 1956        |
|            | Troféu Jornalista Renê Andrade  | 1          | 2014        |

## Outros títulos

### Internacionais
- Sesquicentenário da Argentina: 1972
- Torneio Internacional da Argentina: 1962, 1969, 1971 e 1972
- Liga Desportiva da Argentina: 1984
- Pentagonal da Guatemala: 1966
- Torneio Carmencita Granados: 1984
- Copa Damián Castillo Durán: 1982

### Interestaduais
- Copa Ribeirão Preto: 1967 (não oficial)
  - Título compartilhado com Comercial e Ferroviária de Araraquara

### Municipais
- Estatueta de Bronze de Segundo Lugar na Taça Villa Brasil: 1924
- Troféu Jornalista Renê Andrade: 2014

### Categorias de base
- Campeonato Paulista de Juniores: 1981, 1984, 1988 e 1994
- Taça SBS de Juniores: 1990[9]

## Estatísticas

### Campanhas de destaque
| Destaques                                     | Destaques                 |
| Competição                                    | Campanhas                 |
| --------------------------------------------- | ------------------------- |
| Campeonato Paulista                           | Vice-campeão (2001)       |
| Campeonato Brasileiro - Série B               | Vice-campeão (1998)       |
| Campeonato Brasileiro - Série C               | Vice-campeão (1996)       |
| Copa Paulista                                 | Vice-campeão (2014, 2021) |
| Quandrangular Interestadual Cidade de Goiânia | Vice-campeão (1965)       |
| Taça Villa Brasil                             | Vice-campeão (1924)       |
| Torneio Diário da Manhã                       | Vice-campeão (1933)       |
| Taça Dunlop                                   | Vice-campeão (1936)       |
| Troféu Marechal Castelo Branco                | Vice-campeão (1970)       |
| Taça Welson Gasparini                         | Vice-campeão (1992)       |

### Participações
|  | Participações em 2025 |

| Competição | Competição                     | Temporadas | Melhor campanha            | Estreia | Última | A | R |
| São Paulo  | Campeonato Paulista            | 59         | Vice-campeão (2001)        | 1957    | 2025   |   | 3 |
| São Paulo  | Campeonato Paulista - Série A2 | 19         | Campeão (1927 e 1956)      | 1947    | 2008   | 4 | 1 |
| São Paulo  | Campeonato Paulista - Série A3 | 1          | Campeão (2006)             | 2006    | 2006   | 1 | – |
| São Paulo  | Copa Paulista                  | 13         | Vice-campeão (2014 e 2021) | 2004    | 2025   |   |   |
| Brasil     | Campeonato Brasileiro          | 6          | 13º colocado (1976 e 1978) | 1976    | 2001   |   | 2 |
| Brasil     | Série B                        | 18         | Vice-campeão (1998)        | 1980    | 2025   | 3 | 2 |
| Brasil     | Série C                        | 9          | Vice-campeão (1996)        | 1995    | 2022   | 3 | – |
| Brasil     | Série D                        | 3          | Campeão (2015)             | 2010    | 2015   | 1 |   |
| Brasil     | Copa do Brasil                 | 7          | 3ª fase (2023)             | 1999    | 2025   |   |   |

## Presidentes
- Eduardo Esteves (2022–atual)
- Alfredo Cristóvão (2021–2022)
- Osvaldo Festucci (2020–2021)
- Dmitri Abreu (2019–2020)
- Gérson Engracia Garcia (2015–2017)
- Rogério Cassius Bariza (2014–2015)
- Gustavo Assed (2012–2014)
- Silvio Martins (2012)
- Luiz Pereira (2010–2011)
- Virgílio Pires Martins (2008–2009)
- Luiz Pereira (2006–2007)
- Walcris da Silva (2002–2005)
- Luiz Carlos Bianchi (2002)
- Ricardo Christiano Ribeiro (1998–2001)
- Laerte Alvez (1994–1997)
- José Antônio Montefeltro (1990–1993)
- Osvaldo Silva (1986–1989)
- Faustino Jarruche (1984–1985)
- Miguel Mauad Neto (1982–1983)
- Benedito Sciência da Silva (1980–1981)
- Atílio Benedini Neto (1976–1979)
- Faustino Jarruche (1974–1975)
- Ricardo Christiano Ribeiro (1972–1973)
- Walter Strambi (1970–1971)
- Osvaldo Silva (1969)
- Farjala Moisés & Osvaldo Silva (1968)
- Francisco Oranges (1967)
- Waldomiro da Silva (1956–1966)
- João Rucian Ruiz (1955)
- Costábile Romano (1953–1954)
- Luiz Manoel Marinho (1952)
- Costábile Romano (1949–1951)
- Osvaldo de Abreu Sampaio & Durvalino Cened (1948)
- Domingos Baptista Spinelli (1947)
- José Elias de Almeida (1944–1946)
- Arthur Fernandes de Oliveira (1942–1943)
- Mario Marques (1941)
- Adelmo Silva (1940)
- Francisco Prata (1939)
- Edison Dutra Barroso (1938)
- Adriano dos Santos (1937)
- Luiz Pereira (1936)
- José de Magalhães (1935)
- Adriano dos Santos (1934)
- Francisco Prata (1931–1933)
- Antônio Augusto da Silva (1929–1930)
- Adriano dos Santos (1925–1928)
- Francisco Prata (1924)
- Alvino Grotax (1922–1923)
- José Novas (1920–1921)
- Pedro Aguiar & Egydio Cabral (1919)
- Joaquim Gagliano (1918)

## Treinadores
- Luís Müller (????)
- Paulo Leão (????)
- Dados indisponíveis (1918–1946)
- Tim (1947–1950)
- Dados indisponíveis (1951–1963)
- Antônio Elias Julião (1964–????)
- Dados indisponíveis (1965)
- Rubens Minelli (1966)
- Dados indisponíveis (1967–1976)
- Jorge Vieira (1977)
- Antoninho (1978–1981)
- Dados indisponíveis (1982)
- Lori Sandri (1983)
- Dados indisponíveis (1984)
- Pedro Rocha (1985)
- Geninho (1986)
- José Duarte (1986)
- Pedro Rocha (1987)
- Dados indisponíveis (1988–1989)
- Sócrates (1990)
- Geninho (1991)
- José Galli Neto (1991)
- Afrânio Riul (1992)
- Geninho (1993)
- Dados indisponíveis (1994)
- Roberval Davino (1995)
- Dados indisponíveis (1996)
- Luís Antônio Zaluar (1997)
- Antoninho (1997)
- Dados indisponíveis (1998)
- Muricy Ramalho (1999)
- Antoninho (1999–2000)
- Arthur Neto (2000)
- Lula Pereira (2000)
- Lori Sandri (2001)
- Ernesto Paulo (2001)
- Edson Porto (2002)
- Nicanor de Carvalho (2002)
- José Luiz Carbone (2002–2003)
- Varlei de Carvalho (2004)
- Pinho (2005)
- José Galli Neto (2005–2006)
- Edison Só (2006)
- Paulo Roberto Santos (2007)
- Maurício Copertino (2007) (interino)
- Márcio Ribeiro (2007)
- Karmino Colombini (2008)
- Luciano Dias (2008)
- José Galli Neto (2009)
- Roberto Fonseca (2010–2011)
- Argel Fucks (2011)
- Fernando Diniz (2011)
- Lori Sandri (2012)
- Vágner Benazzi (2012)
- Marcelo Veiga (2012–2013)
- Ivan Baitello (2013)
- Luiz Paião (2013)
- Wagner Lopes (2014)
- Alexandre Ferreira (2014–2015)
- Mazola Júnior (2015)
- Régis Angeli (2015) (interino)
- Marcelo Veiga (2015–2016)
- Márcio Fernandes (2016)
- Moacir Júnior (2017)
- Rodrigo Fonseca (2017)
- Vica (2017)
- Léo Condé (2018–2019)
- Roberto Cavalo (2019)
- Hemerson Maria (2019)
- Wagner Lopes (2019–2020)
- Claudinei Oliveira (2020)
- Moacir Júnior (2020–2021)
- Samuel Dias (2021) (interino)
- Alexandre Gallo (2021)
- Argel Fuchs (2021)
- Samuel Dias (2021) (interino)
- Leandro Zago (2022)
- Paulo Baier (2022–2023)
- José Leão (2023) (interino)
- Adílson Batista (2023)
- José Leão (2023) (interino)
- Marcelo Chamusca (2023)
- Paulo Gomes (2024)

 Márcio Zanardi (2024)